# Festiwal Folkloru im. Józefa Myszki
Festiwal Folkloru im. Józefa Myszki - impreza folklorystyczna, odbywająca się od 1995 w Iłży dla upamiętnienia twórcy ludowego i folklorysty - Józefa Myszki, zmarłego tragicznie w Warszawie w 1964.
Pierwsza impreza została zorganizowana z inicjatywy pracowników iłżeckiego Domu Kultury w 1995. Od początku głównymi celami Festiwalu są uczczenie pamięci Józefa Myszki, popularyzacja jego twórczości oraz promocja miasta Iłży i folkloru ziemi iłżeckiej. 
Festiwal odbywa się co roku w lipcu w amfiteatrze w Iłży. Uczestniczą w nim artyści muzyki ludowej z całej Polski, którzy prezentują twórczość patrona festiwalu. Wydarzeniu towarzyszy konkurs, gdzie przyznawane są nagrody w kategoriach: soliści, zespoły wokalne oraz kapele ludowe. 
Obecnie (2009) organizatorami imprezy są Towarzystwo Przyjaciół Ziemi Iłżeckiej, Dom Kultury w Iłży oraz Gmina Iłża. 
Festiwalowym pokazom wokalnym i tanecznym towarzyszą kiermasze sztuki ludowej, prezentacje wydawnictw tematycznych i warsztaty dla twórców.